# Divinas palabras (obra de teatre)
Divinas palabras, subtitulada Tragicomedia de aldea Suposa la culminació del cicle mític, amb una estètica molt pròxima als esperpents. L'obra remet a situacions de crueltat però tractades en to de tragicomèdia. El tràgic i el grotesc es conjuminen en quadres que remeten al Goya d' Els disbarats i Capritxos, en una autèntica simfonia de colors interpretada per una galeria de personatges sòrdids i miserables. Està habitada amb imatges ancestrals de mort, d'avarícia i luxúria, però formalment se situa en una avantguarda expressionista. Es tracta de l'obra més universal de l'autor gallec, ja que és, amb diferència, la que més vegades s'ha emportat a escena fora d'Espanya. Un total de 35 muntatges en 18 països d'Europa, Amèrica i Àsia, 13 d'ells de parla no hispana.

## Argument
L'acció gira al voltant de la família de Pedro Gailo, un sagristà, casat amb Mari Gaila, i que tenen junts una filla, Simoniña.
La germana de Pedro Gailo mor, deixant el seu engendre, Laureaniño el Idiota, un nan hidrocèfal que és exposat en les fires pels seus familiars per a aconseguir diners. Li ho disputen a tal fi la germana de la difunta, Marica, i els Gailos.
Quan l'esposa del sagristà, Mari-Gaila, se'n va amb el seu amant Séptimo Miau, un grup de gent emborratxa al nan fins a matar-li, desencadenant-se els esdeveniments dramàtics.

## Representacions més destacades
L'obra va ser estrenada el 16 de novembre de 1933 al Teatro Español de Madrid, dirigida per Cipriano de Rivas Cherif i amb Margarida Xirgu, Enric Borràs i Amalia Sánchez Ariño en els principals papers.
En 1950 va ser portada a escena per Ingmar Bergman a Estocolm.
En 1961, José Tamayo la dirigeix amb Nati Mistral, Manuel Dicenta, Milagros Leal, i Carlos Ballesteros en els papers principals. José Tamayo la tornaria a portar a escena en 1969 amb Mary Carrillo i Manuel Galiana entre altres i en 1998 amb Kiti Mánver, Pedro Mari Sánchez i Alicia Hermida en els papers més destacats.
En 1963 va ser dirigida pel mexicà Juan Ibáñez que l'estrenaria en Mèxic, teatre El Cavallet; posteriorment en 1964 en el Festival de Teatre de Nancy (França).
En 1964 es va presentar en Buenos Aires, dirigida per Jorge Lavelli i amb María Casares en el paper de Mari Gaila.
En 1976 l'argentí Víctor García la va dirigir amb Nuria Espert en el paper protagonista
José Carlos Plaza l'ha dirigit en dues ocasions: en 1976 per al grup basc Orain i en versió operística en 1997 amb música d'Antón García Abril, estrenada al Teatro Real de Madrid.
El 1986, Jose Tamayo la torna a dirigir amb un repartiment que inclou a Nati Mistral, Manuel Gallardo, María Guerrero, Elisenda Rivas, Joaquín Molina, Juanjo Menendez.
En 1998 Atalaya Teatro, amb la direcció de Ricardo Iniesta, realitza un muntatge que es mantindrà en gira fins a 2011 tancant-la a Pequín, després de recórrer més de 150 ciutats de deu països.
En 2006 Gerardo Vera la dirigeix pel Centro Dramático Nacional amb Elisabet Gelabert, Jesús Noguero i Fernando Sansegundo en els papers principals.
En 2018 el Centro Dramático Galego la posa en escena per primera vegada en gallec, sota la direcció de Xesús Ron, amb Manolo Cortés, Patricia de Lorenzo i Antón Concheiro en els rols principals. La funció fa gira per Galícia i temporada al Teatro Español de Madrid.
Un any més tard es representa en el Teatre María Guerrero de Madrid, dirigida per José Carlos Plaza i interpretada per María Adánez, Javier Bermejo, Alberto Berzal, María Heredia, Chema León, Carlos Martínez-Abarca, Ana Marzoa, Diana Palazón, Luis Rallo, José Luis Santar i Consuelo Trujillo.

## Versions cinematogràfiques
- Divinas palabras (Mèxic, 1977). Fitxa tècnica.

Adaptació: Juan Ibáñez. Director: Juan Ibáñez.
- Divinas palabras (Espanya, 1987). Fitxa tècnica.

Adaptació: José Luis García Sánchez i Enrique Llovet. Director: José Luis García Sánchez.

## Versions operístiques
- Divinas palabras (1992, estrena: Madrid: Teatro Real, 18 d'octubre de 1997).

Llibret: Francisco Nieva. Música: Antón García Abril.